# Кавказский пленник (опера)
«Кавка́зский пле́нник» — опера в 3-х действиях Цезаря Кюи. Сочинена в 1857—1858 годах (1-я ред.), 1881—1882 годах (2-я ред.), 1885 году (3-я ред.). Сюжет заимствован из одноимённой поэмы Пушкина. Либретто написал В. А. Крылов. Премьера состоялась 4 (16) февраля 1883 года в Мариинском театре под управлением Эдуарда Направника. На западе, в 1886 году, опера была поставлена в Льеже, на французском языке. (Постановка 1-й редакции оперы не состоялась.)
Из всех больших опер Кюи, Пленник был самым популярным в дореволюционной России. По своему духу опера близка к традициям итальянского веризма. Сверхзадачи веристов — «заинтересовать, растрогать, поразить», несчастная любовь, убийства — довольно ясно проявляются в драматургии спектакля.

## Действующие лица
- Казенбек: бас
- Фатима, его дочь: сопрано
- Марьям, её подруга: меццо-сопрано
- Абубекер, жених Фатимы: баритон
- Фехердин, мулла: бас
- Русский пленник: тенор
- 1-й Черкес: тенор
- 2-й Черкес: баритон
- 2-й Мулла: тенор
- Черкесы, черкешенки: хор

Место действия на Кавказе, в ауле непокорных горцев.

## Сюжет
Действие происходит на Кавказе, в ауле непокорных горцев. Дочь Казенбека Фатима, готовится к свадьбе с нелюбимым ею горцем Абубекером. В это время Абубекер приводит в аул захваченного им русского Пленника (знаменитая ария Пленника «Солнце скрылося»). Фатима сострадает ему — тайком по ночам носит пищу и успокаивает. Горцы собираются в поход, чтобы отразить нападение русского отряда. Мулла узнаёт тайну Фатимы и сообщает о ней Казенбеку, который решает казнить русского. Тем временем день свадьбы Фатимы не за горами. Девушка освобождает Пленника, а тот признаётся ей, что любит другую. Фатиму ждёт гибель за помощь Пленнику, но она сама накладывает на себя руки.
Музыкальный язык оперы лишён национального колорита. Лучшие части оперы — женский хор II д., рассказ муллы о любви Фатимы к Пленнику и черкесская песня.

## Важные номера из этой оперы
- Увертюра
- Ария Фатимы (1-е д.)
- Ария Пленника (1-е д.)
- Ария Абубекера (2-е д.)
- Черкесские танцы (3-е д.)
- Черкесская песня (3-е д.)